# أبو عامر الجزراوي
أبو عامر الجزراوي هو سعودي، شغل منصب أمير ولاية طرابلس. أبو عامر قيادي سابق في تنظيم الدولة الإسلامية (داعش) في ليبيا. وقد ورد اسمه في سياق التحقيقات المتعلقة بمذبحة الأقباط المصريين في سرت بليبيا عام 2015.

## دوره في مذبحة الأقباط المصريين
تشير التحقيقات والمعلومات المتاحة إلى أن أبو عامر الجزراوي كان المسؤول المباشر عن هذه العملية البشعة، وقاد المجموعة التي نفذتها. وقد أظهرت اعترافات أحد عناصر داعش الذي تم القبض عليه تفاصيل عن كيفية حدوث المذبحة وتورط الجزراوي فيها.

### نهاية حياته
لقي أبو عامر الجزراوي مصرعه خلال المعارك التي دارت في مدينة سرت عام 2016، والتي انتهت بطرد تنظيم داعش على يد قوات "البنيان المرصوص" التابعة للحكومة الليبية.